# 양상세
양상세(楊祥世, ?~?)는 발해 유민이다.

## 생애
동경장군(東京將軍)으로서 대연림(大延琳)과 함께 발해 부흥운동에 참여했다.
이후 흥료국을 건국했지만 요나라의 공격으로 인해 요양성(遼陽城)에서의 전투가 승산이 없다고 판단하고, 다섯 차례에 걸친 고려에 대한 도움 요청에도 고려가 도움을 주지 않자, 1030년에 요나라와 내통하고 성문을 열어주어 흥료국은 멸망하게 되었다.